# فنسنت ليدوكس
فنسنت ليدوكس (بالفرنسية: Vincent Ledoux) هو سياسي فرنسي، ولد في 21 يونيو 1966 في بلجيكا. حزبياً، نشط في التجمع من أجل الجمهورية. وقد انتخب رئيس بلدية ‏ Roncq ‏ (18 مارس 2001 – ) وانتخب نائب فرنسي عن دائرة Nord's 10th constituency ‏ وقد انضم خلال فترته النيابية ‏ (21 يونيو 2017 – ) للكتلة البرلمانية UDI and Independents group ‏ وانتخب نائب فرنسي عن دائرة Nord's 10th constituency ‏ خلال فترته النيابية (21 مارس 2016 – 20 يونيو 2017).